# Katarzyniec
Katarzyniec – wieś w Polsce położona w województwie kujawsko-pomorskim, w powiecie sępoleńskim, w gminie Więcbork. Wieś otacza jezioro Rościmskie.
W latach 1975–1998 miejscowość administracyjnie należała do województwa bydgoskiego.